# Правительство Буржес-Монури
Правительство Буржес-Монури — кабинет министров, правивший Францией с 12 июня по 30 сентября 1957 года, в период Четвёртой французской республики, в следующем составе:
- Морис Буржес-Монури — председатель Совета министров;
- Кристиан Пино — министр иностранных дел;
- Андре Морис — министр обороны;
- Жан Жильбер-Жюль — министр внутренних дел;
- Феликс Гайяр — министр финансов;
- Эдуар Колиньон-Молинье — министр юстиции;
- Рене Бильер — министр образования;
- Андре Дюлен — министр по делам ветеранов и жертв войны;
- Жерар Жаке — министр заморских территорий;
- Эдуар Боннефуз — министр общественных работ, транспорта и туризма;
- Альбер Газье — министр социальных дел;
- Макс Лежён — министр по делам Сахары;
- Феликс Уфуэ-Буаньи — государственный министр.